# 트로이 데이비스

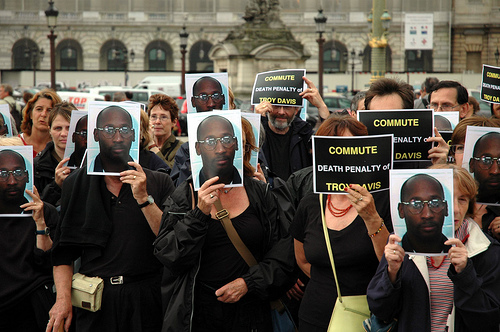
트로이 데이비스를 지지하기 위한 시위 현장. 2008년 7월.

트로이 데이비스(Troy Davis, 1968년 10월 9일 ~ 2011년 9월 21일)는 미국의 사형수이다. 1991년 미국 조지아주의 경찰을 살해한 혐의로 사형 판결을 받았으나, 그가 범인이란 물리적 증거는 없고, 살해현장에서 살해에 쓰인 무기가 발견되지 않았다. 그는 순전히 증언에 의해서만 사형수가 되었는데, 증언했던 사람들 중 경찰이 아닌 사람들 9명 중 7명이 그들이 증언했던 내용이 경찰에 강압에 의한 것이라고 후에 철회했다.